# 21-я отдельная бригада оперативного назначения
21-я ордена Жукова бригада оперативного назначения (сокр. 21 оброн, в/ч 3641) — тактическое соединение Войск национальной гвардии Российской Федерации.
Дислоцируется в посёлке городского типа Софрино Московской области.

## История
Соединение создавалось по решению Правительства СССР в связи с нарастанием напряжённости в регионах страны. Образована бригада 10 октября 1988 года по приказу министра внутренних дел СССР о формировании бригады оперативного назначения на базе подмосковного 504-го учебного полка ВВ МВД СССР. 27 декабря 1988 года первые воины приняли присягу. С 1989 по 1991 годы были выполнены 50 операций в разных регионах страны.
Боевая история бригады начата 12 февраля 1989 года, когда бойцы совершили командировку в Баку.
В дальнейшем солдаты соединения принимали участие в событиях в Тбилиси, Ферганской долине, Нагорном Карабахе, Душанбе, выполняли служебно-боевые задачи в Вильнюсе в конце 1980-х — начале 1990-х гг.
Первыми погибшими были лейтенант Олег Бабак и рядовой Максимов. С тех пор 7 апреля стал днём памяти по всем погибшим в 21-й бригаде оперативного назначения.
21-я отдельная бригада оперативного назначения выполняла задачи в Махачкале, селе Тарском, посёлках Брут и Куртат, в Моздокском и Аллагирском районах Северной Осетии, в Назрани. В 1993 году бригада отказалась выполнять приказ по подавлению Верховного совета.
Во время Первой чеченской войны, бригада проводит операции в Старопромысловском районе Грозного, Аргуне, Гудермесе, участвует в штурме населённых пунктов Самашки, Бамут, Ачхой-Мартан, Орехово. Массовое убийство в Самашках в апреле 1995 года вызвало обсуждение в Государственной думе.
В 1997—98 гг. 21-я отдельная бригада оперативного назначения находилась в Дагестане. С 29 сентября 1999 года для бригады началось участие во Второй чеченской войне. Путь бригады пролегал через Терекли-Мектеб — Кумли — Червлённая. С 25 декабря 1999 года бойцы соединения штурмовали в составе группировки федеральных сил город Грозный. В ходе боёв 25 декабря 1999 г. — 3 января 2000 г. было потеряно 33 бойца. 11 марта 2003 года 21-я бригада покинула Грозный.
25 мая 2016 года Указом Президента Российской Федерации 21-я отдельная бригада оперативного назначения награждена орденом Жукова.

## Состав
- управление;
- 1-й батальон оперативного назначения;
- 2-й батальон оперативного назначения;
- 3-й батальон оперативного назначения;
- батальон «Оплот»;
- миномётный дивизион;
- разведывательная рота;
- инженерно-сапёрная рота;
- комендантская рота;
- автомобильная рота;
- ремонтная рота;
- рота материального обеспечения;
- рота связи
- медицинская рота;
- взвод РХБ защиты;
- военный оркестр;
- кинологический взвод;
- учебный центр.[4]

## Отличившиеся
- Бабак, Олег Яковлевич[1]
- Фоменко, Геннадий Дмитриевич[2]
- Бушмелев, Евгений Вячеславович[2]
- Хайрудинов, Сергей Рафикович